# Aphthona atrovirens
Aphthona atrovirens là một loài bọ cánh cứng trong họ Chrysomelidae. Loài này được Förster miêu tả khoa học năm 1849.